# Waltalingen
Waltalingen es una comuna suiza del cantón de Zúrich, situada en el distrito de Andelfingen. Limita al noroeste con la comuna de Basadingen-Schlattingen (TG), al noreste con Unterstammheim, al este con Oberstammheim, al sur con Neunforn (TG), y al oeste con Ossingen y Truttikon.